# Mídia de massa dos Estados Unidos

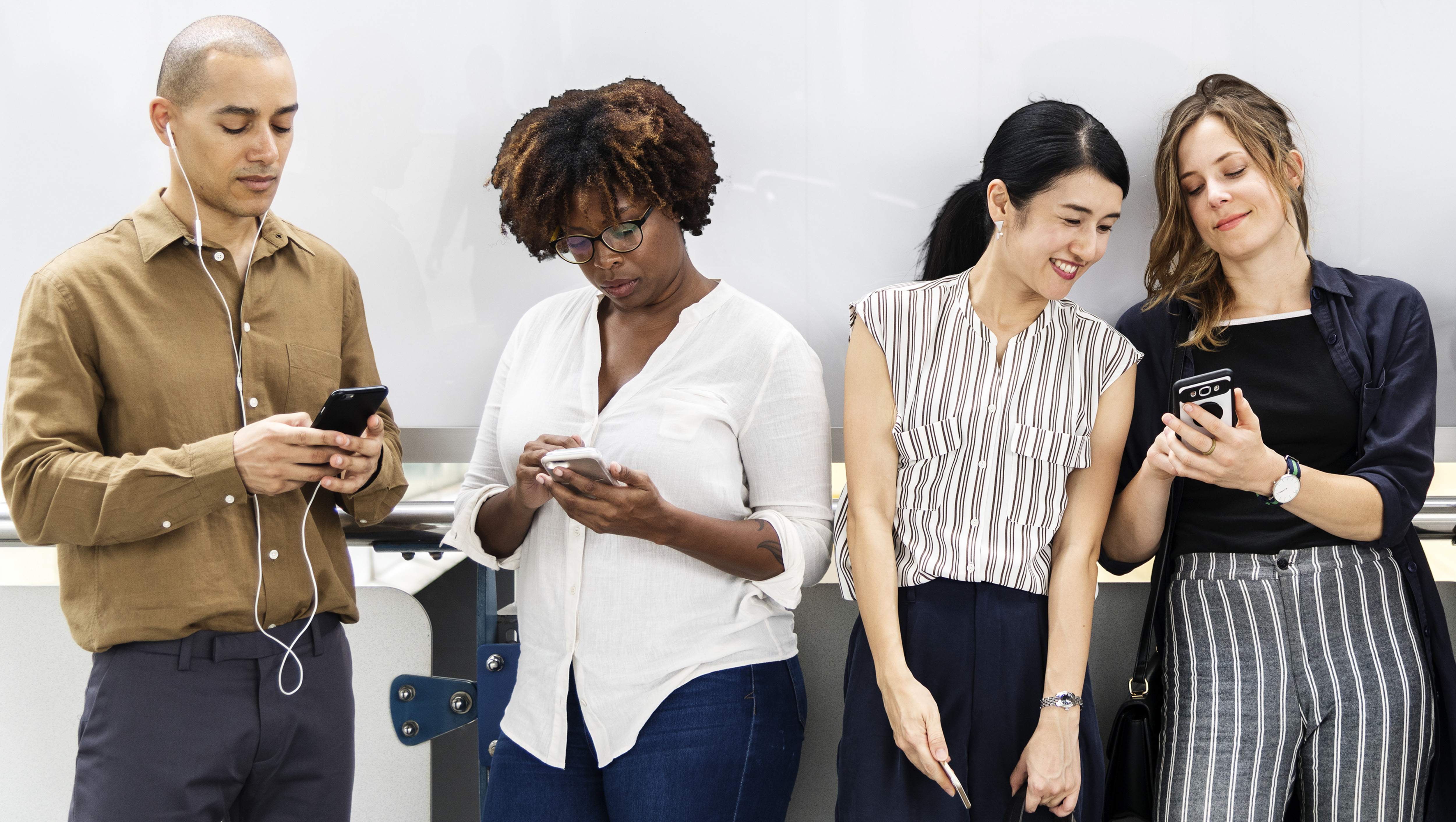
Pessoas que usam celulares, dispositivos associados a jovens, mas comumente usados por pessoas de todas as idades

A mídia de massa nos Estados Unidos consiste em vários tipos de mídia: televisão, rádio, cinema, jornais, revistas e sites. Os Estados Unidos também têm uma forte indústria musical.  Muitos dos meios de comunicação são controlados por grandes corporações com fins lucrativos que colhem receitas de publicidade, assinaturas e venda de material protegido por direitos autorais. Os conglomerados de mídia americanos tendem a ser líderes globais, gerando grandes receitas, bem como grande oposição em muitas partes do mundo. Com a aprovação da Lei de Telecomunicações de 1996, mais desregulamentação e convergência estão em andamento, levando a megafusões, maior concentração da propriedade da mídia e o surgimento de conglomerados multinacionais de mídia. Essas fusões permitem um controle mais rígido das informações. Atualmente, cinco empresas controlam cerca de 90% da mídia.  Os críticos alegam que o localismo, as notícias locais e outros conteúdos no nível da comunidade, os gastos da mídia e a cobertura das notícias e a diversidade de propriedade e pontos de vista sofreram como resultado desses processos de concentração da mídia.
As teorias para explicar o sucesso de tais empresas incluem a confiança em certas políticas do governo federal americano ou uma tendência a monopólios naturais no setor, em um viés da mídia corporativa.
A organização Repórteres Sem Fronteiras compila e publica uma classificação anual de países com base na avaliação da organização de seus registros de liberdade de imprensa . Em 2013–14, os Estados Unidos ficaram em 46º lugar entre 180 países, uma queda de treze pontos em relação ao ano anterior. Sobre o futuro da mídia de língua espanhola nos Estados Unidos, Alberto Avendaño, ex-diretor do El Tiempo Latino / Washington Post, afirmou que a cobertura de notícias "hispano-americanas " na mídia de língua inglesa é "absolutamente patética", mas ele era otimista, já que todos os meses os latinos crescem, então uma mudança social e demográfica é inevitável.

## Jornais

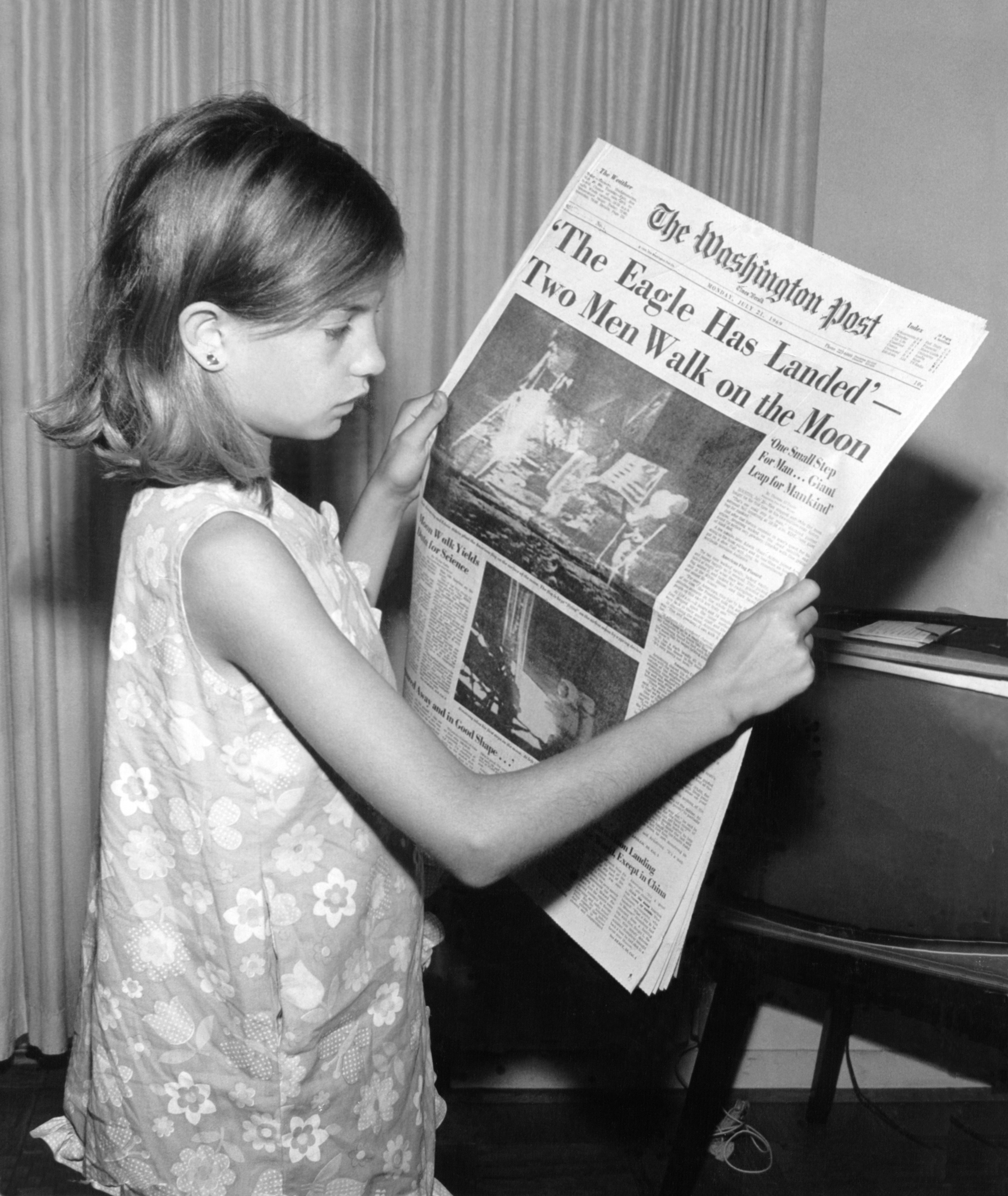
The Washington Post na segunda-feira, 21 de julho de 1969, declarando "'A Águia pousou' - Dois Homens Andam na Lua".

Depois de um grande sucesso no século XX, os jornais diminuíram em sua influência e penetração nos lares americanos ao longo dos anos. Os EUA não têm um jornal nacional. The New York Times, The Wall Street Journal e USA Today são os jornais de maior circulação nos Estados Unidos e são vendidos na maioria das cidades americanas.

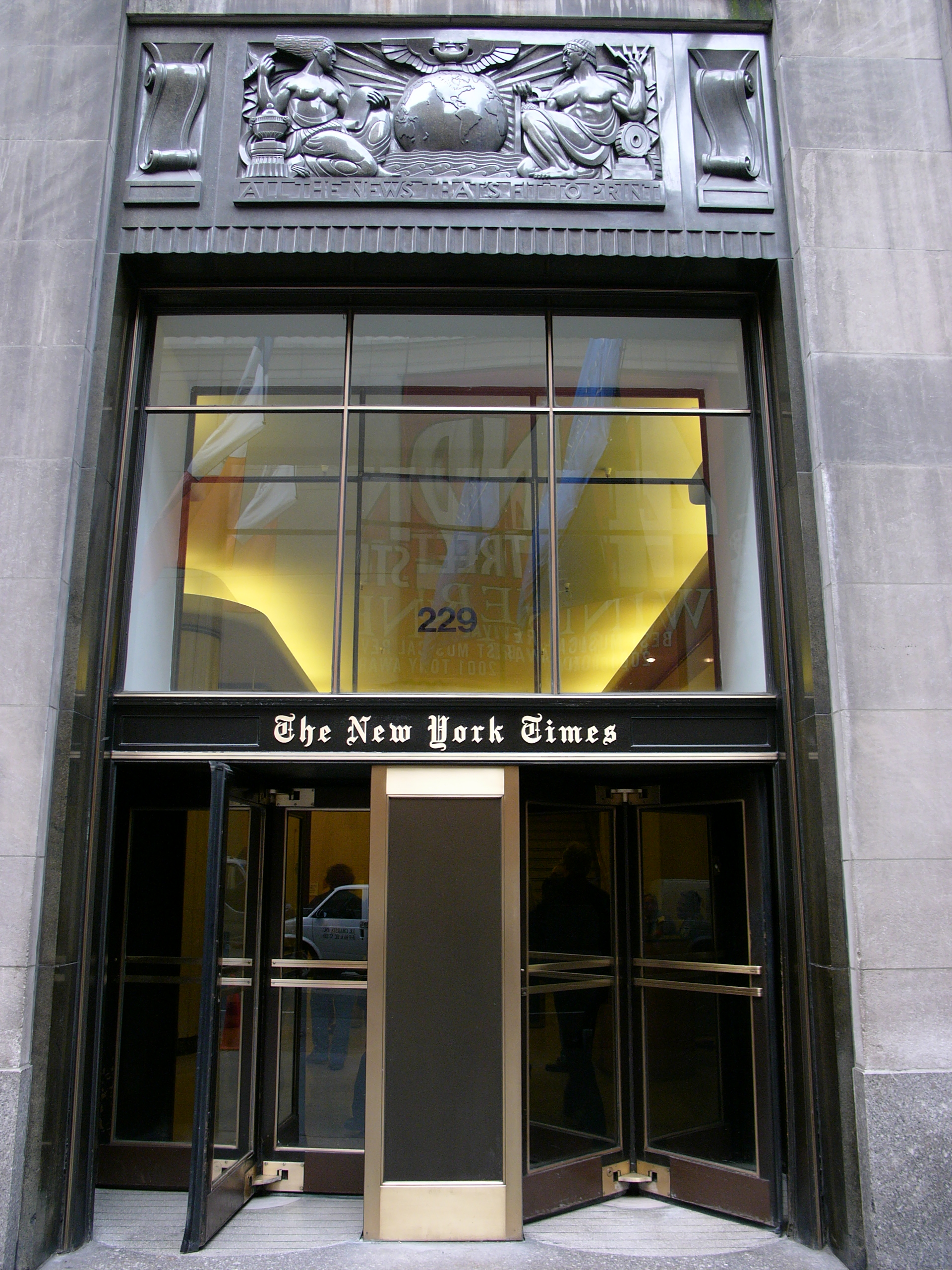
Edifício The New York Times

Embora público primário do ' sempre foi o povo de Nova York, o New York Times tornou-se progressivamente o 'jornal da record' nacional dominante. Além de sua distribuição nacional diária, o termo significa que edições anteriores são arquivadas em microfilmes por todas as bibliotecas públicas de tamanho decente do país, e os artigos do Times são frequentemente citados por historiadores e juízes como evidência de que um grande evento histórico ocorreu em uma certa data. O Los Angeles Times e o Wall Street Journal também são jornais de registro em menor grau. Embora o USA Today tenha tentado se estabelecer como um jornal nacional, foi amplamente ridicularizado pelo mundo acadêmico como o "McPaper" e não é assinado (muito menos arquivado) pela maioria das bibliotecas.
Além dos jornais mencionados, todas as principais áreas metropolitanas têm seus próprios jornais locais. Normalmente, uma área metropolitana suporta no máximo um ou dois jornais importantes, com muitas publicações menores direcionadas a públicos específicos. Embora o custo de publicação tenha aumentado ao longo dos anos, o preço dos jornais geralmente permaneceu baixo, forçando os jornais a depender mais da receita de publicidade e de artigos fornecidos por uma grande agência de notícias, como a Associated Press, Reuters ou notícias Bloomberg por sua cobertura nacional e mundial.
Com muito poucas exceções, todos os jornais nos Estados Unidos são propriedade privada, seja por grandes cadeias como Gannett ou McClatchy, que possuem dezenas ou mesmo centenas de jornais; por pequenas cadeias que possuem um punhado de papéis; ou em uma situação cada vez mais rara, por indivíduos ou famílias.
A maioria dos jornais de uso geral são impressos uma vez por semana, geralmente na quinta ou sexta-feira, ou são impressos diariamente. Os jornais semanais tendem a ter uma circulação muito menor e são mais prevalentes em comunidades rurais ou pequenas cidades. As grandes cidades costumam ter " semanários alternativos " para complementar os jornais diários convencionais, por exemplo, Village Voice da cidade de Nova York ou semanário LA de Los Angeles, para citar dois dos mais conhecidos. As grandes cidades também podem apoiar um jornal de negócios local, jornais comerciais relacionados às indústrias locais e jornais para grupos étnicos e sociais locais.
Provavelmente devido à competição de outras mídias, o número de jornais diários nos Estados Unidos diminuiu na última metade do século, de acordo com o Editor &amp; Publicador, o jornal comercial de jornais americanos. Em particular, o número de jornais noturnos caiu quase pela metade desde 1970, enquanto o número de edições matinais e de domingo aumentou.
Para comparação, em 1950, havia 1.772 jornais diários (e 1.450 - ou cerca de 70 por cento - deles eram jornais noturnos), enquanto em 2000, havia 1.480 jornais diários (e 766 - ou cerca de metade - deles eram jornais noturnos. )
A circulação de jornais diários também está diminuindo lentamente nos Estados Unidos, em parte devido ao quase desaparecimento de cidades com dois jornais, já que os jornais mais fracos na maioria das cidades dobraram:
| Ano  | Circulação   |
| ---- | ------------ |
| 1960 | 58,8 milhões |
| 1970 | 62,1 milhões |
| 1980 | 62,2 milhões |
| 1990 | 62,3 milhões |
| 2000 | 55,8 milhões |

A principal fonte de receita do jornal é a publicidade - na forma de " classificados " ou circulares de anúncios inseridos - ao invés da receita de circulação. No entanto, desde o final da década de 1990, essa fonte de receita foi diretamente contestada por sites como o eBay (para vendas de itens de segunda mão), Monster.com (empregos) e Craigslist (tudo).
Além disso, com o declínio do jornalismo investigativo nos principais jornais diários nos anos 2000, muitos repórteres formaram suas próprias redações investigativas sem fins lucrativos. Os exemplos incluem ProPublica em nível nacional, Texas Tribune em nível estadual e Voice of OC em nível local.
Os maiores jornais (por tiragem) nos Estados Unidos são USA Today, The Wall Street Journal, The New York Times e Los Angeles Times .
Em agosto de 2019, foi anunciado que o New Media Investment Group concordou em comprar a Gannett, e as operações continuariam sob o nome Gannett em vez do nome GateHouse, na sede da Gannett, mas sob o CEO da New Media. A aquisição da Gannett pelo New Media Investment Group foi concluída em 19 de novembro de 2019, tornando a empresa combinada a maior editora de jornais dos Estados Unidos. Imediatamente após a conclusão da fusão, todos os URLs da GateHouse Media começaram a redirecionar para a Gannett.com.
La Opinión é o site do jornal mais lido nos Estados Unidos, atingindo mais de 6 milhões de leitores por mês. É o maior jornal de língua espanhola dos Estados Unidos e o segundo jornal mais lido em Los Angeles (depois do Los Angeles Times).

## Revistas
Graças ao enorme tamanho do mercado de mídia norte-americano de língua inglesa, os Estados Unidos têm uma grande indústria de revistas com centenas de revistas que atendem a quase todos os interesses, como pode ser determinado olhando para qualquer banca de jornal em qualquer grande cidade americana. A maioria das revistas pertence a um dos grandes conglomerados de mídia ou a um de seus irmãos regionais menores. A Associação Nacional Americana de Redatores de Revistas patrocina o National Magazine Awards anuário reconhecendo a excelência.
Os EUA têm três das principais revistas de notícias semanais: Time, Newsweek e US News and World Report . Time e Newsweek estão de centro-esquerda, enquanto US News and World Report tende a ser de centro-direita. A Time é bem conhecida por nomear uma "Pessoa do Ano" a cada ano, enquanto o US News publica avaliações anuais de faculdades e universidades americanas.
Os EUA também têm mais de uma dezena de revistas políticas importantes, incluindo The Atlantic e The New Yorker, entre outras. No entretenimento, as revistas Variety, The Hollywood Reporter, America Pioneer e LA Record são muito populares.
Por fim, além das centenas de revistas especializadas que atendem aos diversos interesses e hobbies do povo americano, como Vanity Fair, Glamour, Vogue, Automobile e Rolling Stone, também existem dezenas de revistas publicadas por organizações profissionais para seus membros, como Communications do ACM (para especialistas em ciência da computação ) e do ABA Journal (para advogados).
A revista 2 Mundos é uma revista trimestral, bilíngue (inglês / espanhol) de estilo de vida e entretenimento com sede em Miami.
Não é um êxodo coordenado de revistas nos Estados Unidos, mas a transição da primazia da impressão para a digital que começou na virada do século.

## Rádio

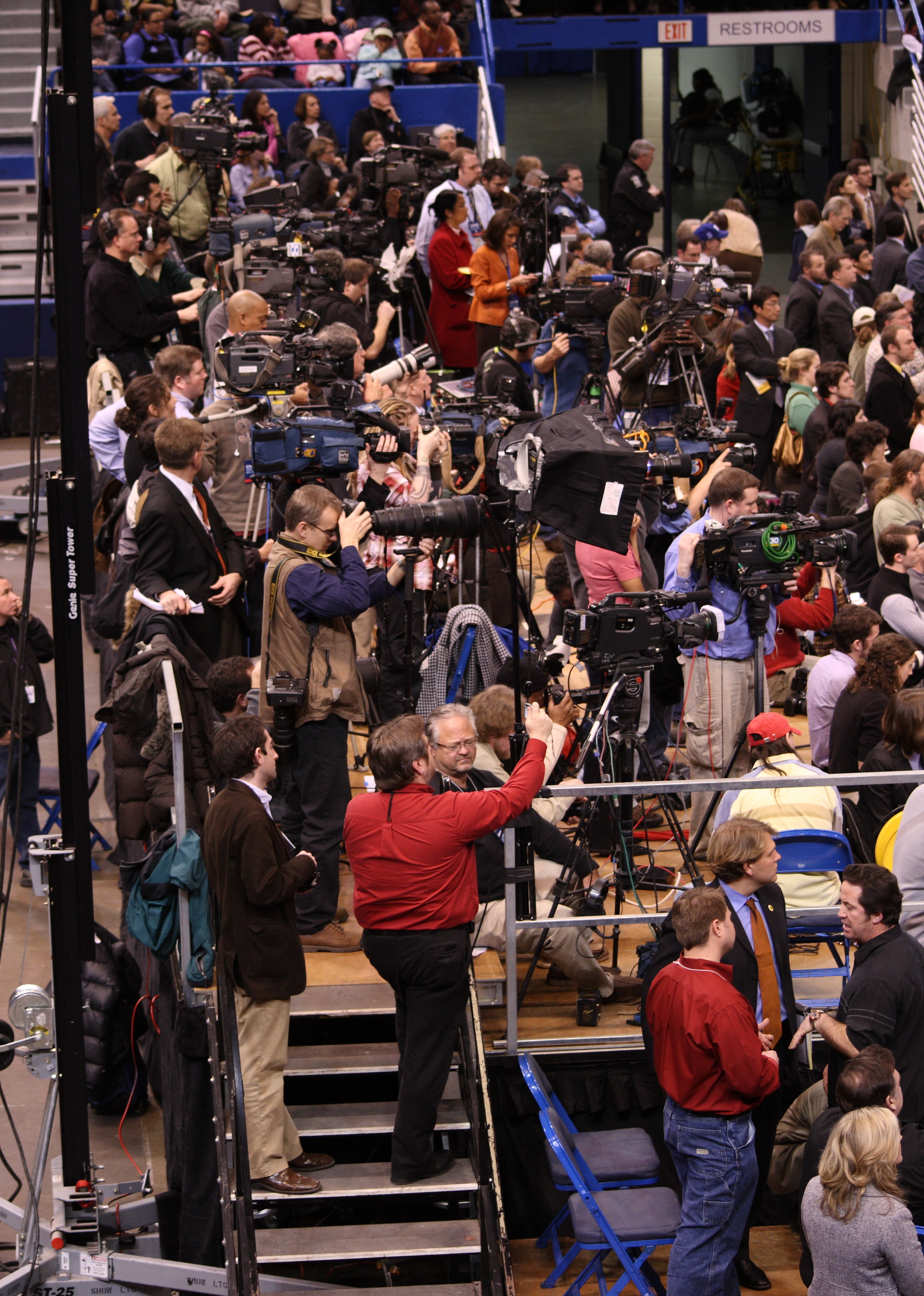
Fotógrafos da mídia e equipes de vídeo documentando os eventos no palco de um comício de Barack Obama em Hartford, Connecticut

A rádio americana transmite em duas bandas: FM e AM . Algumas estações são apenas programas de rádio - apresentando entrevistas e discussões - enquanto as estações de rádio de música transmitem um tipo específico de música: Top 40, hip-hop, country, etc. As empresas de radiodifusão têm se consolidado cada vez mais nos últimos anos. A Rádio Nacional Pública é a principal rede de rádio pública do país, mas a maioria das estações de rádio é comercial e com fins lucrativos.

A Federal Communications Commission (FCC) em 1970 limitou o número de estações de rádio que uma pessoa ou empresa poderia possuir a 1 AM e 1 FM localmente, e 7 estações AM e 7 estações FM nacionalmente. Porém, devido à grande concentração da propriedade da mídia decorrente da Lei de Telecomunicações de 1996, as empresas de rádio não podiam possuir mais de 8 estações locais por mercado de área. A maioria das estações agora são propriedade de grandes empresas de rádio, como iHeartMedia (anteriormente Clear Channel Communications), Cumulus Media, Townsquare Media e Entercom . Veja IBOC e HD Radio .
Uma nova forma de rádio que está ganhando popularidade é o rádio via satélite . Os dois maiores serviços de rádio baseados em assinaturas são Sirius Satellite Radio e XM Satelite Radio, que recentemente se fundiram para formar a Síria XM Radio . Ao contrário das rádios terrestres, os canais de música são gratuitos e outros canais apresentam um mínimo de comerciais. O rádio por satélite também não é regulamentado pela FCC.
Durante o advento da Internet no século XXI surgiram serviços de rádio na Internet e streaming digital. Entre as marcas populares estão Pandora, Spotify e iHeartRadio . No entanto, a indústria fonográfica também vê o rádio na Internet como uma ameaça e tentou impor altas taxas de royalties para o uso de música gravada para desencorajar as estações independentes de tocar músicas populares. Os ouvintes do Spotify podem escolher as músicas que querem tocar, quando querem tocá-las. . . . Pandora é uma forma de os usuários descobrirem novas músicas que combinam com seus gostos, enquanto o Spotify - embora também ofereça estações de rádio - é mais adequado para transmitir e compartilhar músicas que os usuários já conhecem e amam.
A Nielsen, anteriormente conhecida como Arbitron, é uma empresa de pesquisa de consumidor que fornece classificações (semelhantes às classificações da Nielsen) para estações de rádio locais e nacionais nos Estados Unidos.
O objetivo da transmissão de áudio digital é substituir a transmissão de FM e se tornar o futuro do rádio. Alguns especialistas do setor desconfiam desse novo método de transmissão. No entanto, esse método de transmissão pode beneficiar as estações de rádio da Internet que desejam desenvolver cobertura local e acompanhar o ritmo das estações de rádio FM.

## Televisão
Noventa e nove por cento das famílias americanas têm pelo menos uma televisão e a maioria das famílias tem mais de uma.  As quatro principais emissoras nos Estados Unidos são a National Broadcasting Company (NBC), a CBS (anteriormente Columbia Broadcasting System), a American Broadcasting Company (ABC) e a Fox Broadcasting Company (Fox).  Em 13 de agosto de 2019, CBS e Viacom anunciaram oficialmente sua intenção de se fundir, com a empresa combinada a ser nomeada ViacomCBS (agora Paramount Global). A fusão foi concluída em 4 de dezembro de 2019. A empresa terá 50% de participação na The CW .

Os cinco principais logotipos das redes de transmissão dos Estados Unidos

Existem várias redes de transmissão em espanhol (assim como a cabo), que são a forma mais comum de transmissão de televisão em outros idiomas. Essas redes não são amplamente distribuídas pelo ar como suas contrapartes inglesas, disponíveis principalmente em mercados com populações latinas e hispânicas consideráveis; várias dessas redes no ar são alternativamente alimentadas diretamente para provedores de cabo, satélite e IPTV em mercados sem a disponibilidade ou a demanda por uma estação própria e operada localmente ou afiliada.
A maior dessas redes, a Univision, foi lançada em 1986 como sucessora da Rede Internacional Espanhola. Seu principal concorrente é a Telemundo (fundada em 1986), uma rede irmã da NBC (que adquiriu a Telemundo em 2001). Fundação: 2009 Estrella TV é outra rede de televisão em espanhol.
A televisão pública tem um papel muito menor do que na maioria dos outros países. No entanto, vários estados, incluindo West Virginia, Maryland, Kentucky e Carolina do Sul, entre outros, têm autoridades públicas de radiodifusão que operam e financiam todas as estações de televisão públicas em seus respectivos estados. A receita recebida do governo é insuficiente para cobrir as despesas e as emissoras também contam com patrocínios corporativos e contribuições do telespectador.
A DirecTV e a Dish Network são os principais provedores de televisão por satélite, com 20 e 14 milhões de clientes, respectivamente, em fevereiro de 2014. Enquanto isso, os principais provedores de televisão a cabo são Comcast com 22 milhões de clientes, Time Warner Cable com 11 milhões e Cox comunicações, Charter comunicações, AT&amp;T Universo e Verizon FiOS com 5–6 milhões cada.

## Filmes
No século XX a indústria cinematográfica cresceu para se tornar uma das indústrias mais bem-sucedidas e poderosas nos Estados Unidos. Junto com outras indústrias de propriedade intelectual, sua importância relativa para a economia americana se fortaleceu à medida que a importância da manufatura e da agricultura diminuiu (devido à globalização).

### Ascensão do mercado de vídeo doméstico (anos 1980-1990)
As décadas de 1980 e 1990 testemunharam outro desenvolvimento significativo. A aceitação total do vídeo doméstico pelos estúdios abriu um vasto novo negócio a ser explorado. Filmes como Showgirls, The Secret of NIMH e The Shawshank Redemption, que podem ter tido um desempenho ruim em sua exibição teatral, agora conseguiram fazer sucesso no mercado de vídeo. Também viu o surgimento da primeira geração de cineastas com acesso a fitas de vídeo. Diretores como Quentin Tarantino e Paul Thomas Anderson puderam ver milhares de filmes e produzir filmes com inúmeras referências e conexões com trabalhos anteriores. Tarantino teve várias colaborações com o diretor Robert Rodriguez. Rodriguez dirigiu o filme de ação de 1992 El Mariachi, que foi um sucesso comercial depois de arrecadar US $ 2 milhões contra um orçamento inicial de antes da produção de US $ 7.000. Em 2011, El Mariachi foi incluído na Biblioteca do Congresso para ser preservado como parte de seu Registro Nacional de Filmes por ser "culturalmente, historicamente ou esteticamente significativo". O filme é ainda imortalizado pelo Guinness World Records como o filme de menor orçamento de todos os tempos, arrecadando US $ 1 milhão de receitas. Isso foi possível graças à explosão do cinema independente e aos custos cada vez menores da produção cinematográfica, mudou o panorama da produção cinematográfica americana mais uma vez e levou a um renascimento da produção cinematográfica entre as classes baixa e média de Hollywood - aquelas sem acesso aos recursos financeiros do estúdio. Com a ascensão do DVD no século XXI, os DVDs rapidamente se tornaram ainda mais lucrativos para os estúdios e levaram a uma explosão de pacotes de cenas extras, versões estendidas e trilhas de comentários com os filmes.  É provável que as vendas de Blu-ray tenham impactado fracamente o declínio das vendas de DVD mais tarde, mas o fato de que as vendas de DVD ainda superarem as vendas de Blu-ray em 2019 não foi o verdadeiro culpado. Em vez disso, uma combinação da Grande Recessão, um aumento no número de clientes que compram Vídeo sob demanda e cópias digitais de filmes e o lançamento de serviços de streaming é o que fez com que as vendas de DVD diminuíssem em mais de 86% nos últimos 13 anos.
Cada vez mais estamos vendo famílias com celulares nos carros, nas férias, enquanto visitam a vovó, na praia, no saguão do aeroporto. É a maior expansão do público cinematográfico desde a introdução do vídeo doméstico.
Durante a pandemia de COVID-19, os cinemas drive-in relataram um aumento inesperado no atendimento em vários estados dos EUA, pois, ao contrário dos cinemas fechados que não podiam funcionar devido à proibição de reuniões em massa, eles foram autorizados a operar.

## Videogames
Os Estados Unidos têm a maior presença de videogames do mundo em termos de número total de funcionários da indústria. Em 2017, a indústria de jogos dos EUA como um todo valia US $ 18,4 bilhões e consistia em cerca de 2.457 empresas com um total aproximado de 220.000 pessoas empregadas. Prevê-se que a receita de videogames nos Estados Unidos chegue a US $ 230 bilhões até 2022, tornando-se o maior mercado de videogames do mundo.  Mais de 150 milhões de americanos jogam videogame, com idade média de 35 anos e uma divisão de gênero de 59 por cento do sexo masculino e 41 por cento do feminino. As famílias que possuem esses itens costumam jogar em seu console ou PC. 36% dos jogadores dos EUA jogam em seus celulares.  43% dos consumidores de videogame acreditam que os jogos dão a eles mais valor pelo seu dinheiro em comparação com outras formas comuns de entretenimento, como filmes ou música.  Em 2011, o jogador americano médio passou uma média de 13 horas por semana jogando videogame. Em 2013, quase metade dos americanos que jogavam mais do que em 2010 passaram menos tempo jogando jogos de tabuleiro, assistindo TV, indo ao cinema e assistindo filmes em casa.  Quando os americanos jogam, 62% o fazem com outras pessoas online ou pessoalmente, mas é mais provável que a outra pessoa seja um amigo do que uma pessoa importante ou membro da família.  O motivo mais comum para os pais jogarem videogame com os filhos é como uma atividade familiar divertida ou porque eles são convidados a fazê-lo. 52% dos pais acreditam que os videogames são uma parte positiva da vida de seus filhos e 71% dos pais com filhos menores de 18 anos veem os jogos como benéficos para a estimulação mental ou educação.

## Internet
A Internet forneceu um meio para jornais e outras organizações de mídia divulgarem notícias e manterem os arquivos públicos. A receita é gerada por meio de publicidade ou pagamentos de assinatura. Além de portais da web e motores de busca como Google e Yahoo!, A maioria dos sites populares são YouTube, Wikipedia, Facebook, Twitter, Amazon, Yelp, IMDb, Reddit, Pinterest, eBay, TripAdvisor, fato, Healthline, WebMD, Mapquest, Merriam-Webster, Zillow, Quora MyAnimeList, Anime News Network e Etsy .

### Streaming online
Hoje em dia, o streaming online permite assistir de tudo, desde notícias ao vivo e esportes a filmes clássicos e favoritos da TV moderna em seu próprio tempo, em qualquer dispositivo. Com a crescente popularidade do streaming online, as empresas de cabo estão tendo que estender as ofertas para competir neste mercado digital de 655 bilhões de dólares.
Os serviços over-the-top de streaming de vídeo sob demanda Amazon Unbox e Crackle foram lançados em 2006, seguidos pelo Netflix e Hulu em 2007. CBS All Access e Tubi foram lançados em 2014 e o YouTube Red em 2015. Disney + e Apple TV +, lançado em 2019. HBO Max e Peacock lançados em 2020.
TVs virtuais são serviços acima da média de streaming de vídeo ao vivo que espelham os serviços agrupados de TV a cabo e a TV 5.0, com preços mensais mais baixos do que os pacotes oferecidos por operadoras de sistemas de televisão por assinatura tradicionais. Sling TV, PlayStation Vue e fuboTV foram lançados em 2015. DirecTV Now seguiu em 2016. e Philo em 2017. A revista New York tem um guia de streaming do Vulture para programas de TV e filmes disponíveis para streaming no Netflix, Amazon, HBO e Hulu. O termo "guerras de streaming" foi cunhado para discutir a nova era de competição entre serviços de streaming de vídeo como Netflix, Disney +, Apple TV +, Amazon Prime, HBO Max, Funimation, Crunchyroll, etc.

## Conglomerados de mídia
A maioria dos grandes estúdios de cinema atuais se tornou parte de conglomerados corporativos que também incluem grandes redes de televisão e alguns dos canais de notícias de televisão a cabo. A Sony Pictures foi uma exceção, e a Fox vendeu suas propriedades cinematográficas para a Disney em 2019, mantendo suas operações de transmissão de televisão e rádio. Todas as principais empresas de entretenimento lançaram serviços de streaming à medida que enfrentavam a concorrência de novas empresas de mídia. A Amazon comprou a Metro-Goldwyn-Mayer, um dos "cinco grandes" estúdios da Era de Ouro de Hollywood, em 2022. 
Estes conglomerados dá aos proprietários a capacidade de reutilizar o mesmo conteúdo entre cinemas e televisão, e usar propriedade intelectuais de franquias de mídia que possuem em seus negócios sem se preocupar com licenciamento. Constantemente procurando por material de origem novo, as principais empresas de entretenimento frequentemente competem para comprar os direitos de adaptação de livros e filmes independentes; Disney e Warner Bros. Discovery são donas das duas maiores editoras de quadrinhos do país. 
| Empresa-mãe             | Redes de televisão aberta nos EUA | Estúdios de cinema nos EUA                                                                                   | Serviços de streaming nos EUA                     | Canais à cabo nos EUA | Parques temáticos e varejo nos EUA | Outras propriedades                                                                               |
| ----------------------- | --------------------------------- | --- | ------------------------------------------------- | --- | --- | ------------------------------------------------------------------------------------------------- |
| Comcast / NBCUniversal  | NBC                               | Universal Pictures, DreamWorks Animation, Focus Features, Illumination                                       | Peacock                                           | MSNBC, CNBC, USA Network, Syfy, Bravo, Telemundo, E! Oxygen, Golf Channel | Universal Destinations & Experiences; The Wizarding World of Harry Potter é licenciado para concorrente Warner Bros;                                                                        | Vox Media (34%)                                                                                   |
| The Walt Disney Company | ABC                               | Walt Disney Studios, incluindo Pixar, Marvel Studios, Lucasfilm, 20th Century Studios e Searchlight Pictures | Disney+ e Hulu                                    | Disney Channel, ESPN, FX, Freeform, National Geographic, A&E Networks (50%) inclui History, Lifetime, e FYI                                                                              | Disneyland Resort, Walt Disney World, outros parques e Disney Store | Marvel Comics National Geographic Partners (73%)                                                  |
| Paramount Global        | CBS The CW (12.5%)                | Paramount Pictures, Miramax (49%), Nickelodeon Animation Studio, MTV Entertainment Studios                   | Paramount+ com Showtime, Pluto TV, BET+, CBS News | Showtime, MTV, VH1, BET, Nickelodeon, Comedy Central, Paramount Network, TV Land, Smithsonian Channel, Pop, Flix, Logo                                                                   | Paramount Consumer Products | Ed Sullivan Theater                                                                               |
| Fox Corporation         | Fox, MyNetworkTV                  | Bento Box Entertainment                                                                                      | Tubi                                              | Fox News, Fox Business, Fox Sports | (nenhum) | TMZ                                                                                               |
| Warner Bros. Discovery  | The CW (12.5%)                    | Warner Bros., HBO Films, acervo da RKO Pictures                                                              | Max, Discovery+                                   | TBS, Discovery Channel, HBO, Cinemax, Magnolia Network, CNN, Cartoon Network, Animal Planet, Oprah Winfrey Network, Travel Channel, TNT, TruTV, TNT Sports (inclui NBA TV e MLB Network) | Parques temáticos da Warner Bros. (alguns personagens licenciados para parques temáticos da NBCUniversal e Six Flags theme parks), parques Discovery Destinations e hotéis                  | DC Comics, Warner Bros. Games, Fandango Media (25%, incluindo Rotten Tomatoes e movietickets.com) |
| Sony                    | GetTV                             | Sony Pictures, Columbia Pictures, TriStar Pictures, Aniplex                                                  | Crunchyroll, Funimation                           | Sony Movie Channel, Game Show Network | Columbia Pictures Aquaverse | PlayStation, mais...                                                                              |
| Netflix, Inc.           | (nenhuma)                         | Netflix Pictures, Netflix Studios, Netflix Animation, Albuquerque Studios                                    | Netflix                                           | (nenhum) | Atrações temporárias: Stranger Things Store, Stranger Things Experience, The Queen's Ball: A Bridgerton Experience, Restaurante temático da Netflix; "Casas Netflix" permanentes planejadas | Millarworld (editora), StoryBots, Grauman's Egyptian Theatre, vários desenvolvedores de videogame |
| Amazon                  | (nenhuma)                         | Metro-Goldwyn-Mayer                                                                                          | Amazon Prime Video                                | MGM+ | Amazon Books | Twitch, Goodreads, Whole Foods Market                                                             |